# Sân bay Istanbul
Sân bay Istanbul (IATA: IST, ICAO: LTFM) (tiếng Thổ Nhĩ Kỳ: İstanbul Havalimanı) là sân bay quốc tế chính phục vụ Istanbul, nằm tại quận Arnavutköy ở phía châu Âu của Istanbul Thổ Nhĩ Kỳ.
Tất cả các chuyến bay hành khách thường lệ đã được chuyển từ sân bay Atatürk Istanbul sang khai thác tại sân bay Istanbul vào ngày 6 tháng 4 năm 2019, khi sân bay Atatürk Istanbul ngừng khai thác loại chuyến bay này. Mã sân bay IATA IST cũng chuyển từ sân bay Atatürk Istanbul sang sân bay mới. Khi tất cả các giai đoạn sân bay hoàn thành vào năm 2028, sân bay có thể đón 200 triệu hành khách mỗi năm.

## Vị trí
Sân bay mới sẽ được xây dựng khu vực giao nhau của các xa lộ giao nhau Arnavutköy, Göktürk và Çatalca, phía bắc phần châu Âu của Istanbul về bờ Biển Đen. Diện tích xây dựng khu vực rộng 3500 ha gần hồ Terkos. 80% diện tích thuộc sở hữu nhà nước. Khoảng cách bay giữa dự án sân bay này và sân bay Atatürk khoảng 35 km. Khu vực có mỏ than đá cũ, để được làm đầy bằng đất.
Dự án xây dựng sân bay nói trên có trị giá 10,5 tỷ € (12.39 tỷ $) nhằm biến Istanbul trở thành một trung chuyển toàn cầu kết nối châu Á, châu Âu và châu Phi, cũng như đưa hãng hàng không quốc gia Turkish Airlines thành "ông lớn" về hàng không.
Nhà ga của sân bay trên có diện tích 1,4 triệu m². Khi được hoàn tất, sân bay Istanbul sẽ có 6 đường băng và 2 nhà ga với tổng diện tích 76 km², lớn gấp 3 lần sân bay lớn nhất hiện nay là Sân bay Atatürk Istanbul. Số lượng thép phục vụ công trình này là 640.000 tấn, tương đương với 80 tháp Eiffel.

## Khánh thành
Ngày 29 tháng 10 năm 2018, Chính phủ Thổ Nhĩ Kỳ khai trương sân bay quốc tế mới tại thành phố Istanbul và được kỳ vọng sẽ là sân bay lớn nhất thế giới.
Phát biểu tại buổi lễ, Tổng thống Thổ Nhĩ Kỳ Recep Tayyip Erdoğan cho biết sân bay mới được đặt tên là Istanbul – thành phố lớn nhất của Thổ Nhĩ Kỳ. Chuyến bay đầu tiên cất cánh từ sân bay mới đáp xuống sân bay ở thủ đô Ankara ngày 31 tháng 10.
Trước mắt, sân bay Istanbul sẽ chỉ phục vụ các chuyến bay đến và đi từ một số địa điểm. Khi tất cả các hạng mục của sân bay được hoàn thành vào năm 2028, số lượt khách dự kiến tăng lên tới 200 triệu lượt, gần gấp đôi so với con số 103,9 triệu lượt khách qua sân bay nhộn nhịp nhất thế giới tính theo lượng khách hiện nay là Sân bay quốc tế Hartsfield-Jackson Atlanta.